# Летичівська Богородиця

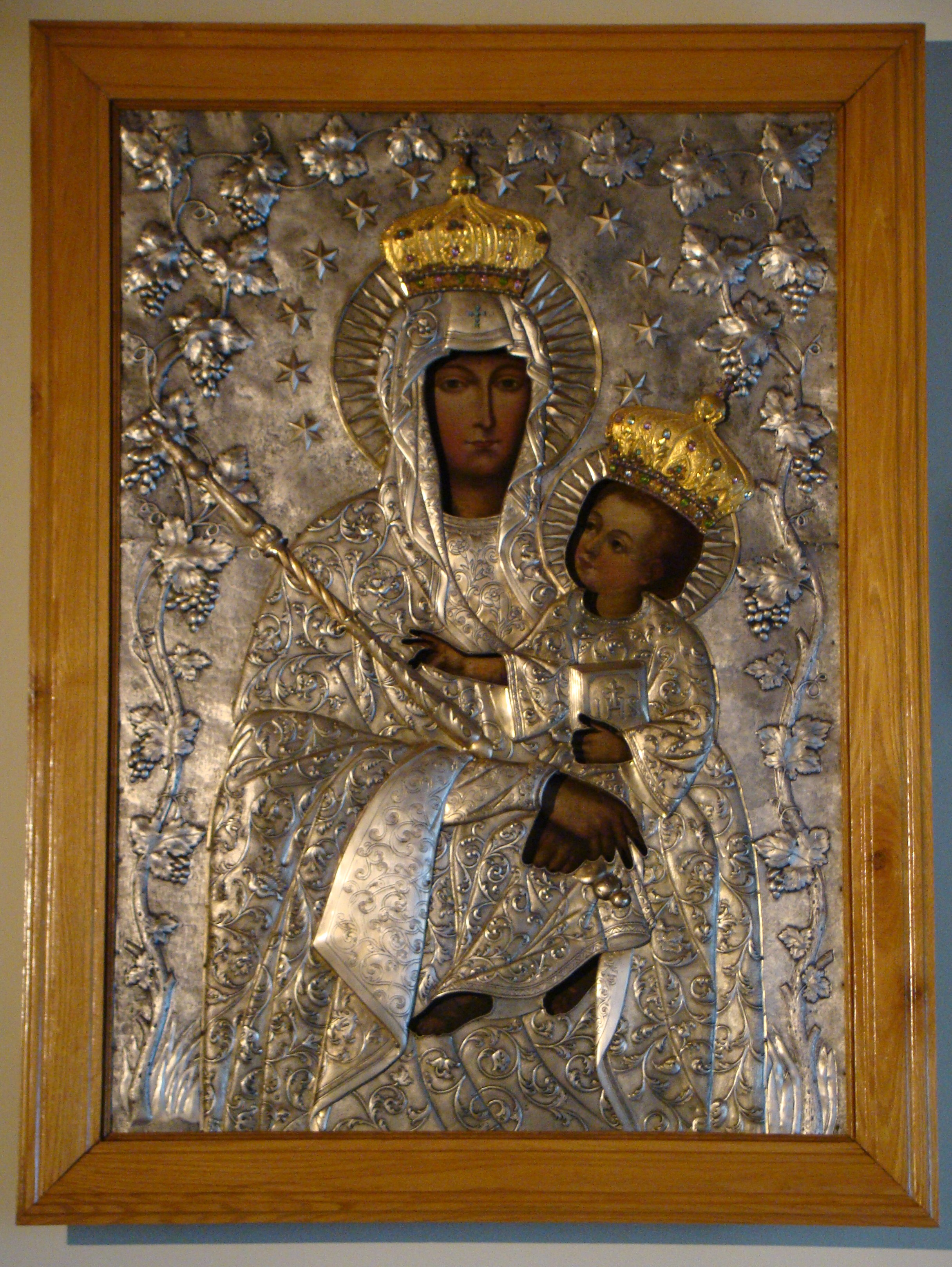

Ікона Летичівської Богородиці (Королева Поділля та Волині) — одна з найкращих копій ікони Salus Populi Romani. Дата виконання копії остаточно не визначена, але все вказує на початок XVI століття. Автор, який майстерно написав її олійними фарбами, залишається невідомим. Ікона написана на полотні, яке натягнуто на дошку розміром 128,5 см на 92 см.
У 1606 році домініканські монахи, які раніше з'явилися в Летичеві у кінці XIV століття, принесли з Ватикану в місто ікону Пресвятої Діви Марії Богородиці. Ікона подарована папою Климентом VII і була копією ікони з Базиліки Святого Петра в Ватикані. Ікона була привезена у Летичів отцями-домініканцями. Майже одразу чудодійну силу ікони «побачив» сам летичівський та кам'янецький староста Ян Потоцький під час захисту від татарської навали. Не минуло й року, як про святий образ заговорили у всьому краї.
В тому ж році за брамою замку почалося будівництво домініканського монастиря. 1648–1654 роки — час повстання під проводом Богдана Хмельницького. Місто було атаковане багато разів і спалене. Домініканці встигли перенести ікону до Львова. Місто, як і усе Поділля, було захоплене турками у 1672 році. У 1682 році військо польського короля Яна Собеського відбило Летичів.
У 1722 році ікону повернено до монастиря. У 1778 році папа Пій VI видав декрет про визнання ікони чудотворною. 4 жовтня 1778 року Станіслав Раймунд Єзерський провів обряд коронації ікони Летичівської Богородиці. З того часу Летичівська ікона на довгі роки стала оберегом для віруючих Поділля. Аби врятувати чудотворну ікону від рук більшовиків, 1920 року її вивезли до Польщі. Нині ікона Матері Божої Летичівської знаходиться у Любліні, й подоляни мріють про повернення святині у відроджений Летичівський монастир. 7 жовтня 2017 року відбулось проголошення санктуарію Матері Божої Летичівської — Покровительки Нової Євангелізації, парафія Матері Божої Розарію (м. Люблін, вул. Бурштинова, 20).
Глава римо-католицької церкви Папа Іоан Павло ІІ оголосив 6 липня Днем святої Матері Божої Летичівської.